# One of 5
One of 5 – album zespołu Aion wydany w 2004 roku nakładem wytwórni Metal Mind.

## Lista utworów
Opracowano na podstawie materiału źródłowego.
1. „Perhaps We Could” – 03:42
2. „I Won’t Be Different” – 04:14
3. „About Survival” – 03:49
4. „But It Won’t Be a Dream” – 04:01
5. „Peace & Anxiety” – 05:35
6. „The Show” – 03:40
7. „Little Jafe” – 03:39
8. „Res Publica” – 04:02
9. „The Lies” – 04:44

## Twórcy
Opracowano na podstawie materiału źródłowego.
- Marcin Patyk – wokal prowadzący
- Daniel Jokiel – gitara rytmiczna, gitara prowadząca
- Dominik Jokiel – gitara rytmiczna, gitara prowadząca
- Bogusz Rutkiewicz – gitara basowa (gościnnie)
- Artur Szymański – perkusja
- Marcin Żurawicz – perkusja